# Марбл (Колорадо)
Марбл (англ. Marble) — місто (англ. town) в США, в окрузі Ганнісон штату Колорадо. Населення — 133 особи (2020).

## Географія
Марбл розташований за координатами 39°4′19″ пн. ш. 107°11′26″ зх. д. / 39.07194° пн. ш. 107.19056° зх. д. (39.071817, -107.190467).  За даними Бюро перепису населення США в 2010 році місто мало площу 1,02 км², уся площа — суходіл.

## Демографія
Згідно з переписом 2010 року, у місті мешкала 131 особа в 54 домогосподарствах у складі 38 родин. Густота населення становила 128 осіб/км².  Було 105 помешкань (103/км²).
Расовий склад населення:
| - 96,9 % — білих - 3,1 % — корінних американців |

До двох чи більше рас належало 0,0 %. Частка іспаномовних становила 5,3 % від усіх жителів.
За віковим діапазоном населення розподілялося таким чином: 19,1 % — особи молодші 18 років, 70,2 % — особи у віці 18—64 років, 10,7 % — особи у віці 65 років та старші. Медіана віку мешканця становила 48,3 року. На 100 осіб жіночої статі у місті припадало 104,7 чоловіків;  на 100 жінок у віці від 18 років та старших — 103,8 чоловіків також старших 18 років.
Середній дохід на одне домашнє господарство  становив 121 498 доларів США (медіана — 64 167), а середній дохід на одну сім'ю — 141 980 доларів (медіана — 83 000). За межею бідності перебувало 10,7 % осіб, у тому числі 29,4 % дітей у віці до 18 років та 0,0 % осіб у віці 65 років та старших.
Цивільне працевлаштоване населення становило 82 особи. Основні галузі зайнятості: освіта, охорона здоров'я та соціальна допомога — 20,7 %, будівництво — 20,7 %, фінанси, страхування та нерухомість — 13,4 %, мистецтво, розваги та відпочинок — 13,4 %.